# Ernesto Torres
Ernesto Torres Terán (Guayaquil, 1956) es un escritor y médico ecuatoriano. Entre los temas principales de su obra se encuentran la condición humana, el consumismo y el individualismo.

## Trayectoria
Su primera novela llevó como título Asedios profanos, y en la misma abordó la formación de la civilización en el Oriente ecuatoriano durante la época del boom petrolero y que Torres construyó en base a su tiempo como médico rural en el área, en la década de 1970. Esta obra le valió el Premio Onetti-Rulfo, organizado por las revistas Fundación de Uruguay y Plural.
Otros galardones literarios de los que se ha hecho acreedor incluyen el Premio del Concurso Nacional de Novelas organizado en 2012 por la Biblioteca Municial de Guayaquil, que obtuvo por la novela Mínima gloria, y el Premio Internacional de Literatura Juvenil Libresa, que obtuvo en 2014 por su novela Diecisiete ballenas en una pecera.
En 2022 ganó el primer lugar en el Concurso Nacional de Literatura Miguel Riofrío, organizado por el núcleo de Loja de la Casa de la Cultura Ecuatoriana, con la novela Tu próxima movida. Al año siguiente, ganó el Premio La Linares de Novela Breve con la obra Nadie le cree, que cuenta la historia de una mujer llamada Amalia que decide dedicarse a la prostitución para salir de la pobreza.

## Obras
Entre las obras de Torres se encuentran:
Cuentos
- Del puerto secreto (1982)
- Y sin embargo se mueve (1993)
- Territorio de fantasmas (2006)[7]

Novelas
- Asedios profanos (1996)
- Los elefantes no existen (2001)
- Mínima gloria (2012)
- Diecisiete ballenas en una pecera (2014)
- Teorema de Ovidio (2022)
- Tu próxima movida (2023)
- Nadie le cree (2023)